# Dermatolepis dermatolepis
Dermatolepis dermatolepis är en fiskart som först beskrevs av Boulenger, 1895.  Dermatolepis dermatolepis ingår i släktet Dermatolepis och familjen havsabborrfiskar. IUCN kategoriserar arten globalt som livskraftig. Inga underarter finns listade i Catalogue of Life.